# أغتشة ديزج (مراغة)
أغتشة ديزج هي قرية في مقاطعة مراغة، إيران. عدد سكان هذه القرية هو 343 في سنة 2006.